# L'Inconnue n°13
Pour plus de détails, voir Fiche technique et Distribution.
L'Inconnue n°13 est film mélodramatique français réalisé par Jean-Paul Paulin, sorti en 1949.

## Fiche technique
- Réalisation : Jean-Paul Paulin
- Scénario : Jean Choux
- Adaptation : Albert Husson et Jean-Paul Paulin
- Dialogues : Albert Husson
- Photographie : Marcel Grignon
- Montage : Renée Guérin
- Musique : Georges Van Parys
- Maquillage : Hagop Arakelian
- Société de production : Francinalp
- Pays de production :  France
- Format : Son mono - Noir et blanc - 35 mm  - 1,37:1
- Genre : film mélodramatique
- Durée : 93 minutes
- Date de sortie :
  - France : 21 juin 1949

## Distribution
- René Dary : René Savary, un journaliste qui enquête sur les clochards de Paris
- Marcelle Derrien : le docteur Simone Lafond, psychiatre à l'hôpital Sainte-Anne
- Pierre-Louis : Pierrot, un reporter-photographe, l'ami de René
- Mady Berry : Maria, la gouvernante de René
- Robert Lussac : Marco, un montreur de puces savantes
- Janine Miller : l'inconnue N° 13, une amnésique (en réalité Marthe Audibert)
- Christian Fourcade : Jean Carrousel, un petit garçon perdu auquel s'intéresse René
- René Hell : un clochard
- Paulette Andrieux : Madame Oriane, la femme d'un industriel
- Paul Villé : Monsieur Gerbié
- Jean Noissereau : Jacques
- Maurice Pierrat : le patron